# Локомотив (стадион, Кошице)
Стадион Локомотив  (словац. Lokomotiva Košice) — футбольный стадион в Кошице, Словакия. Был открыт в 1970 году. Вмещает 10 787 зрителей. С 1997 года является домашней ареной футбольного клуба «Кошице». Первоначально на стадионе выступали команды «Локомотив Кошице» и ФК «Кошице» (позже переименованная в «МФК Кошице»). Национальная сборная Словакии на этом стадионе провела несколько матчей, включая отборочный матч чемпионата Европы 2000 со сборной Азербайджана.
В ноябре 2009 года должна начаться реконструкция стадиона, после которой новый стадион сможет вмещать в себя 20 тысяч зрителей.